# Liste der Kirchengebäude in Paris

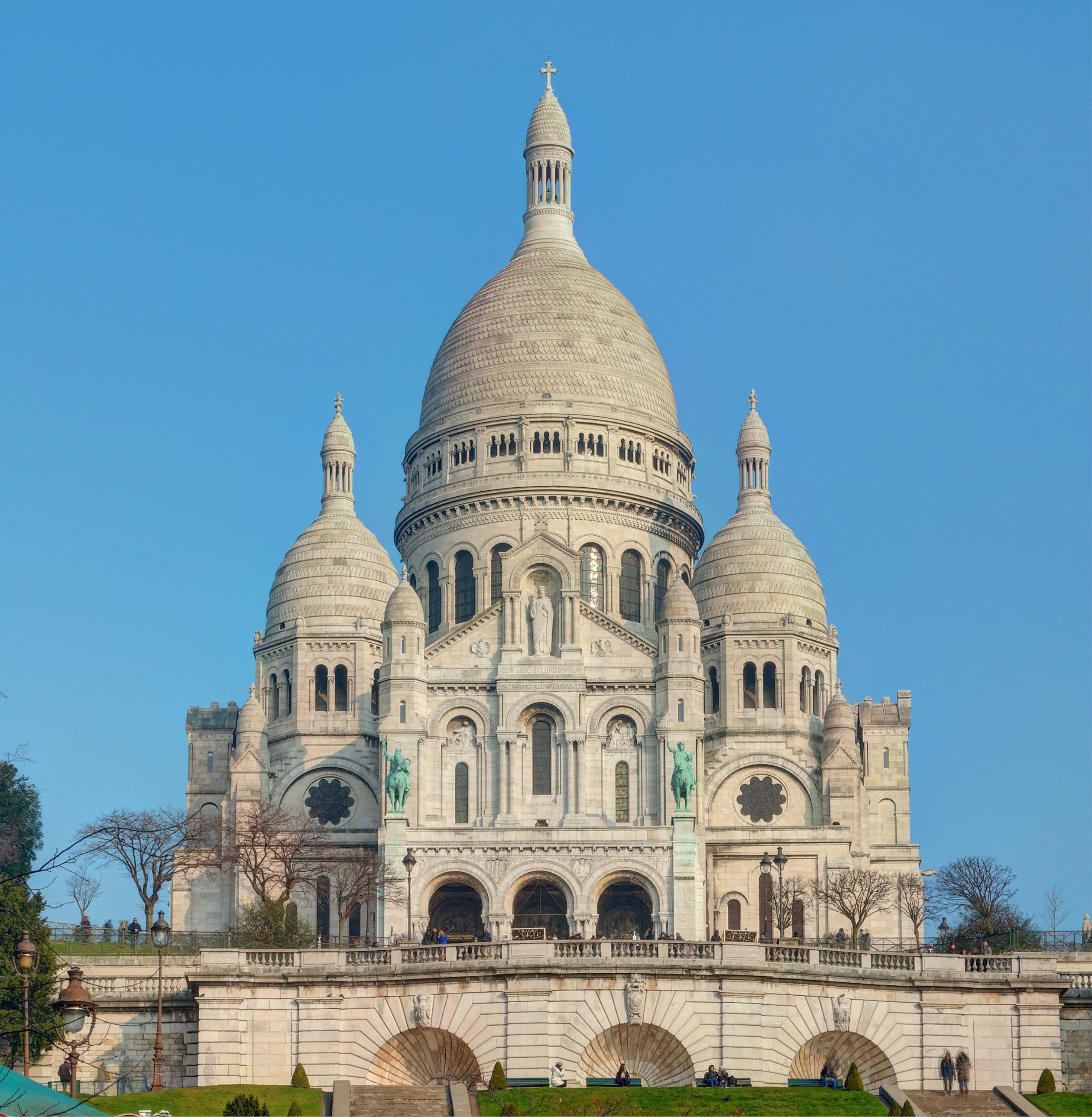
Die Basilika Sacré-Cœur auf dem Montmartre ist eine der bedeutendsten Kirchen der Stadt Paris.

Die Liste der Kirchengebäude in Paris listet nach Konfessionen unterteilt die Kirchengebäude in der französischen Hauptstadt Paris auf.

## Römisch-katholische Kirchen und Kapellen
Das Gebiet des römisch-katholischen Erzbistums Paris ist deckungsgleich mit den Grenzen der Stadt, sodass im Folgenden gleichzeitig eine Auflistung aller Kirchen im Erzbistum stattfindet.
| Arr.   | Bild | Inneres | Name                                                             | Bauzeit         | Anmerkungen / Baustil |
| ------ | ---- | ------- | ---------------------------------------------------------------- | --------------- | --- |
| I.     |      |         | Saint-Eustache (Standort)                                        | 16. Jh.         | Bedeutende Kirche im Übergang zwischen Spätgotik und Renaissance.                                                                              |
| I.     |      |         | Saint-Germain-l’Auxerrois (Standort)                             | 15. Jh.         | |
| I.     |      |         | Saint-Leu-Saint Gilles (Standort)                                | 14. Jh.         | |
| I.     |      |         | St-Roch (Standort)                                               | 17. Jahrhundert | |
| I.     |      |         | Notre-Dame-de-l’Assomption (Standort)                            | 1670–1670       | Barocker Zentralbau; Sitz der polnischsprachigen römisch-katholischen Gemeinde.                                                                |
| II.    |      |         | Notre-Dame-de-Bonne-Nouvelle (Standort)                          | 19. Jh.         | |
| II.    |      |         | Notre-Dame-des-Victoires (Standort)                              | 17./18. Jh.     | |
| II.    |      |         | Centre Saint-Paul (Standort)                                     | 2005            | Feier der Heiligen Messe nach Tridentinischem Ritus.                                                                                           |
| III.   |      |         | Saint-Denys-du-Sacrement (Standort)                              | 1826–1835       | Klassizistisches Kirchengebäude |
| III.   |      |         | St-Nicolas-des-Champs (Standort)                                 | 15. Jh.         | |
| III.   |      |         | Sainte-Élisabeth (Standort)                                      | 17. Jh.         | |
| IV.    |      |         | Kathedrale Notre-Dame-de-Paris (Standort)                        | 1163–1345       | Bedeutende frühgotische Kathedrale und Bischofskirche des Erzbistums Paris sowie Nationalkirche Frankreichs.                                   |
| IV.    |      |         | Notre-Dame-des-Blancs-Manteaux (Standort)                        | 17. Jh.         | |
| IV.    |      |         | Saint-Louis-en-l’Île (Standort)                                  | 17. Jh.         | |
| IV.    |      |         | Saint-Gervais-Saint-Protais (Standort)                           | 1494–1621       | Aufgrund der längeren Bauzeit der an sich gotischen Kirche finden sich insbesondere im Westen bereits Elemente der Renaissance und des Barock. |
| IV.    |      |         | Saint-Merri (Standort)                                           | 16. Jh.         | Spätgotische Pfarrkirche |
| IV.    |      |         | Saint-Paul-Saint-Louis (Standort)                                | 17. Jh.         | |
| V.     |      |         | Saint-Étienne-du-Mont (Standort)                                 | 16. Jh.         | Bedeutender Kirchenbau in der Übergangsphase zwischen Spätgotik und Renaissance                                                                |
| V.     |      |         | Saint-Jaques-du-Haut-Pas (Standort)                              | 17. Jh.         | |
| V.     |      |         | Saint-Julien-le-Pauvre (Standort)                                | 12./13. Jh.     | Romanische Kirche der Melkitischen Griechisch-katholischen Kirche                                                                              |
| V.     |      |         | Saint-Médard (Standort)                                          | 15./16. Jh.     | |
| V.     |      |         | Saint-Séverin (Standort)                                         | 13./15. Jh.     | |
| V.     |      |         | Val-de-Grâce (Standort)                                          | 1645–1667       | Kirchengebäude im Stil der Renaissance in Anlehnung an den Petersdom.                                                                          |
| V.     |      |         | Saint-Nicolas-du-Chardonnet (Standort)                           | 17./18. Jh.     | Kirchengebäude der Priesterbruderschaft St. Pius X.                                                                                            |
| V.     |      |         | Chapelle de la Congrégation du Saint-Esprit (Standort)           | 1769~1780       | |
| V.     |      |         | Chapelle Sainte-Ursule de la Sorbonne (Standort)                 | 1635–1653       | Universitätskirche der Sorbonne. |
| VI.    |      |         | Notre-Dame-des-Champs (Standort)                                 | 19. Jh.         | |
| VI.    |      |         | Saint-Germain-des-Prés (Standort)                                | 11–17. Jh.      | |
| VI.    |      |         | Saint-Sulpice (Standort)                                         | 17./18. Jh.     | Zweitgrößte Kirche von Paris; Bedeutende Orgel von Aristide Cavaillé-Coll                                                                      |
| VI.    |      |         | Saint-Ignace (Standort)                                          | 1855            | Klosterkirche der Jesuiten |
| VI.    |      |         | Saint-Joseph-des-Carmes (Standort)                               | 17. Jh.         | Barockes Kirchengebäude nach dem Vorbild der Kirche Il Gesù in Rom.                                                                            |
| VI.    |      |         | Chapelle Notre-Dame-des-Anges (Standort)                         |                 | |
| VI.    |      |         | Chapelle de la Congrégation du Bon secours (Standort)            | ~ 19. Jh.       | Neugotische Klosterkirche |
| VII.   |      |         | Saint-François-Xavier (Standort)                                 | 17. Jh.         | |
| VII.   |      |         | Saint-Pierre-du-Gros-Caillou (Standort)                          | 18. Jh.         | |
| VII.   |      |         | Saint-Pierre-du-Gros-Caillou (Chapelle) (Standort)               |                 | Neue Kirche |
| VII.   |      |         | Saint-Thomas-d’Aquin (Standort)                                  | 17./18. Jh.     | |
| VII.   |      |         | Sainte-Clotilde (Standort)                                       | 1846–1856       | Neogotische Pfarrkirche mit Doppelturmfassade                                                                                                  |
| VII.   |      |         | Chapelle de Jesus-Enfant (Standort)                              | 1878–1881       | |
| VII.   |      |         | Kathedrale Saint-Louis-des-Invalides (Standort)                  | 1676/77         | Kathedrale des französischen Militärbistums |
| VII.   |      |         | Chapelle de l’Épiphanie (Standort)                               | 1683            | Barockes Kirchengebäude |
| VII.   |      |         | Chapelle Notre-Dame-de-la-Médaille-Miraculeuse (Standort)        | 1830            | Ursprünglich Klosterkirche im Mutterhaus der Barmherzigen Schwestern von Vinzenz von Paul                                                      |
| VII.   |      |         | Chapelle Notre-Dame du Bon Conseil (Standort)                    | ~ 1960          | |
| VII.   |      |         | Chapelle de l’Ecole militaire (Standort)                         | ~ 1960          | Klassizistischer Saalbau |
| VIII.  |      |         | Saint-André-de-l’Europe (Standort)                               | 1860            | |
| VIII.  |      |         | Saint-Augustin (Standort)                                        | 1860–1871       | |
| VIII.  |      |         | Saint-Philippe-du-Roule (Standort)                               | 1772–1784       | |
| VIII.  |      |         | Sainte-Marie-Madeleine (Standort)                                | 1842            | Bedeutender klassizistischer Sakralbau |
| VIII.  |      |         | Chapelle Notre-Dame-de-l’Annonciation (Standort)                 |                 | Kirche des Dominikanerordens |
| VIII.  |      |         | Chapelle Notre-Dame-de-Consolation (Standort)                    | 1901            | Neubarockes Kirchengebäude |
| VIII.  |      |         | Chapelle du Corpus-Christi (Standort)                            |                 | auch bekannt unter dem Namen Saint-Sacrement                                                                                                   |
| IX.    |      |         | Notre-Dame-de-Lorette (Standort)                                 | 1823–1836       | Im Stil der Neorenaissance |
| IX.    |      |         | Saint-Eugène-Sainte-Cécile (Standort)                            | 1854/55         | Eine Besonderheit der neugotischen Kirche ist die Verwendung von Stahl in Pfeilern und Gewölbe.                                                |
| IX.    |      |         | Saint-Louis-d’Antin (Standort)                                   | 18. Jh.         | Kapuzinerklosterkirche |
| IX.    |      |         | Sainte-Trinité (Standort)                                        | 1861–1867       | |
| X.     |      |         | Saint-Joseph-Artisan (Standort)                                  | 19. Jh.         | Neugotische Pfarrkirche |
| X.     |      |         | Saint-Laurent (Standort)                                         | 15.–18. Jh.     | |
| X.     |      |         | Saint-Martin-des-Champs (Standort)                               | 1856            | Nicht zu verwechseln mit der säkularisierten Klosterkirche St-Martin-des-Champs im III. Arrondissement!                                        |
| X.     |      |         | Saint-Vincent-de-Paul (Standort)                                 | 1824–1844       | |
| X.     |      |         | Chapelle de l’Hôpital Lariboisière (Standort)                    | 19. Jh.         | |
| XI.    |      |         | Bon Pasteur (Standort)                                           | 1972            | Das niedrige Kirchengebäude befindet sich im Hinterhof an der Rue de Charonne                                                                  |
| XI.    |      |         | Notre-Dame-d’Espérance (Standort)                                | 1997            | |
| XI.    |      |         | Notre-Dame-du-Perpétuel-Secours (Standort)                       | 1892–1896       | Neugotische Pfarrkirche |
| XI.    |      |         | Saint-Ambroise (Standort)                                        | 1863–1868       | |
| XI.    |      |         | Saint-Joseph-des-Nations (Standort)                              | 1867–1874       | Neoromanische Pfarrkirche |
| XI.    |      |         | Sainte-Marguerite (Standort)                                     | 17. Jh.         | Diverse Erweiterungen in späteren Jahren |
| XI.    |      |         | Sainte-Famille (Standort)                                        | 1970er Jahre    | Kirche der römisch-katholischen italienischsprachigen Gemeinde                                                                                 |
| XI.    |      |         | Notre-Dame-Réconciliatrice (Standort)                            | 1995            | Kirche der röm.-kath. Gemeinde Sri Lanka |
| XII.   |      |         | Immaculée-Conception (Standort)                                  | 1875            | |
| XII.   |      |         | Notre-Dame-de-la-Nativitée de Bercy (Standort)                   | 19. Jh.         | |
| XII.   |      |         | Saint-Antoine-des-Quinze-Vingts (Standort)                       | 1903            | |
| XII.   |      |         | Saint-Éloi (Standort)                                            | 1968            | |
| XII.   |      |         | Chapelle de l’Agneau de Dieu (Standort)                          |                 | In ein größeres Wohngebäude integriert. |
| XII.   |      |         | Saint-Esprit (Standort)                                          | 1928–1935       | Kirchengebäude im neobyzantinischen Stil |
| XII.   |      |         | Chapelle Notre-Dame-de-la-Paix (Standort)                        | 1841            | |
| XIII.  |      |         | Notre-Dame-de-la-Gare (Standort)                                 | 1859            | Neoromanische Pfarrkirche |
| XIII.  |      |         | Saint-Albert-le-Grand (Standort)                                 | 1968            | Nicht zu verwechseln mit der deutschsprachigen röm.-kath. Gemeinde St. Albertus Magnus im 16. Arrondissement.                                  |
| XIII.  |      |         | Saint-Hippolyte (Standort)                                       | 1909–1924       | Neugotische Pfarrkirche |
| XIII.  |      |         | Saint-Jean-des-Deux-Moulins (Standort)                           | ~ 1970          | In ein größeres Wohnhaus integriert. |
| XIII.  |      |         | Saint-Marcel (Standort)                                          | 1966            | |
| XIII.  |      |         | Sainte-Anne de la Butte-aux-Cailles (Standort)                   | 1898–1912       | |
| XIII.  |      |         | Sainte-Rosalie (Standort)                                        | 1898–1912       | |
| XIII.  |      |         | Chapelle Saint-Louis de l’hôpital de la Salpêtrière (Standort)   | 1656            | |
| XIII.  |      |         | Chapelle Saint-Vincent de l’hôpital de la Salpêtrière (Standort) | 1656            | |
| XIV.   |      |         | Notre-Dame-du-Rosaire (Standort)                                 | 1910/11         | |
| XIV.   |      |         | Notre-Dame-du-Travail (Standort)                                 | 1899–1902       | Eine Besonderheit der Kirche ist die sichtbare Verwendung von Stahl als Statik- und Zierelement.                                               |
| XIV.   |      |         | Saint-Dominique (Standort)                                       | 1910–1920       | |
| XIV.   |      |         | Saint-Pierre de Montrouge (Standort)                             | 1863–1872       | |
| XIV.   |      |         | Saint-Joseph de Cluny (Standort)                                 |                 | Neugotisches Kirchengebäude; Klosterkirche der Josefschwestern von Cluny                                                                       |
| XIV.   |      |         | Chapelle de l’Hôpital Saint-Joseph (Standort)                    |                 | Neoromanisches Kirchengebäude |
| XIV.   |      |         | Chapelle Sainte-Jeanne-d’Arc (Standort)                          |                 | Neugotisches Kirchengebäude |
| XIV.   |      |         | Chapelle Saint-Paul (Standort)                                   |                 | |
| XIV.   |      |         | Chapelle Saint-Yves (Standort)                                   | 1925            | |
| XV.    |      |         | Notre-Dame-de-l’Arche-d’Alliance (Standort)                      | 1986–1998       | |
| XV.    |      |         | Notre-Dame-de-la-Salette (Standort)                              | 1965            | Kirchengebäude im Stil des Brutalismus |
| XV.    |      |         | Notre-Dame-de-Nazareth (Standort)                                | 1935            | |
| XV.    |      |         | Saint-Antoine-de-Padoue (Standort)                               | 1933–1935       | Kirchengebäude im Stil des Backsteinexpressionismus                                                                                            |
| XV.    |      |         | Saint-Christophe-de-Javel (Standort)                             | 1926            | |
| XV.    |      |         | Saint-Jean-Baptiste de Grenelle (Standort)                       | 1824–1828       | |
| XV.    |      |         | Saint-Jean-Baptiste-de-La-Salle (Standort)                       | 1909            | |
| XV.    |      |         | Saint-Lambert de Vaugirard (Standort)                            | 1846–1853       | Neoromanisches Kirchengebäude |
| XV.    |      |         | Saint-Léon (Standort)                                            | 1924/25         | |
| XV.    |      |         | Sainte-Rita (Standort)                                           | 1900            | Neugotisches Kirchengebäude |
| XV.    |      |         | Chapelle de Notre Dame d’espérance (Standort)                    |                 | Klosterkirche der Franziskanerinnen |
| XVI.   |      |         | Notre-Dame-d’Auteuil (Standort)                                  | 1884            | Kirchengebäude im neoromanisch-byzantinischen Stil                                                                                             |
| XVI.   |      |         | Sainte-Bernadette (Standort)                                     | 1930er Jahre    | |
| XVI.   |      |         | Notre-Dame-de-Grâce de Passy (Alte Kirche) (Standort)            | 1846–1875       | |
| XVI.   |      |         | Notre-Dame-de-Grâce de Passy (Neue Kirche) (Standort)            | 1956–1961       | |
| XVI.   |      |         | Notre-Dame-de-l’Assomption de Passy (Standort)                   | ~ 1900          | |
| XVI.   |      |         | Saint-François de Molitor (Standort)                             | 2005            | Jüngste röm.-kath. Kirche der Stadt |
| XVI.   |      |         | Saint-Honoré-d’Eylau (Alte Kirche) (Standort)                    | 1852            | |
| XVI.   |      |         | Saint-Honoré-d’Eylau (Neue Kirche) (Standort)                    | 1886            | |
| XVI.   |      |         | Saint-Pierre-de-Chaillot (Standort)                              | 1931–1938       | |
| XVI.   |      |         | Sainte-Jeanne-de-Chantal (Standort)                              | 1956            | |
| XVI.   |      |         | St. Albertus Magnus (Standort)                                   | 19. Jh./1953    | Kirche der deutschsprachigen röm.-kath. Gemeinde; nicht zu verwechseln mit der Kirche Saint-Albert-le-Grand im XIII. Arrondissement.           |
| XVI.   |      |         | Chapelle Sainte-Thérèse de la fondation d’Auteuil (Standort)     | 1923–1925       | Neugotisches Kirchengebäude |
| XVI.   |      |         | Chapelle Notre-Dame du Saint Sacrement (Standort)                | 1898–1900       | Neugotisches Kirchengebäude und Klosterkirche der Servantes du Très-Saint-Sacrement                                                            |
| XVI.   |      |         | Coeur-Immaculé-de-Marie (Standort)                               |                 | Kirche der römisch-katholischen spanischsprachigen Gemeinde                                                                                    |
| XVII.  |      |         | Notre-Dame-de-Compassion (Standort)                              | 1842/43         | |
| XVII.  |      |         | Saint-Charles-de-Monceau (Standort)                              | 1896            | |
| XVII.  |      |         | Saint-Ferdinand-des-Ternes (Standort)                            | 1957            | |
| XVII.  |      |         | Saint-François-de-Sales (Alte Kirche) (Standort)                 | 19. Jh.         | |
| XVII.  |      |         | Saint-François-de-Sales (Neue Kirche) (Standort)                 | 1911–1913       | |
| XVII.  |      |         | Saint-Joseph-des-Épinettes (Standort)                            | 1909/10         | |
| XVII.  |      |         | Saint-Michel des Batignolles (Standort)                          | 1913–1938       | |
| XVII.  |      |         | Sainte-Marie des Batignolles (Standort)                          | 1826–1829       | |
| XVII.  |      |         | Sainte-Odile (Standort)                                          | 1934–1939       | Kirchengebäude im neobyzantinischen Stil |
| XVII.  |      |         | Maison Ozanam (Standort)                                         | 2015            | |
| XVIII. |      |         | Sacré-Cœur de Montmartre (Standort)                              | 1875–1914       | Bedeutende Wallfahrtsbasilika im neoromanisch-byzantinischen Stil                                                                              |
| XVIII. |      |         | Notre-Dame de Clignancourt (Standort)                            | 1859–1863       | neoromanische Pfarrkirche |
| XVIII. |      |         | Notre-Dame-du-Bon-Conseil (Standort)                             | 1898            | neugotische Pfarrkirche |
| XVIII. |      |         | Saint-Bernard de la Chapelle (Standort)                          | 1858–1861       | neugotische Pfarrkirche |
| XVIII. |      |         | Saint-Denys de la Chapelle (Standort)                            | 12. Jh.         | |
| XVIII. |      |         | Sainte-Jeanne-d’Arc (Standort)                                   | 1930/1964       | In unmittelbarer Nachbarschaft zu Saint-Denys de la Chapelle                                                                                   |
| XVIII. |      |         | Saint-Jean de Montmartre (Standort)                              | 1894/1904       | |
| XVIII. |      |         | Saint-Pierre de Montmartre (Standort)                            | 12. Jh.         | spätromanische Kirche |
| XVIII. |      |         | Saint-Pierre-Saint-Paul (Standort)                               | 1964            | |
| XVIII. |      |         | Sainte-Geneviève des Grandes-Carrières (Standort)                | 1888–1911       | neoromanische Kirche |
| XVIII. |      |         | Sainte-Hélène (Standort)                                         | 1933/34         | |
| XIX.   |      |         | Notre-Dame-de-l’Assomption des Buttes-Chaumont (Standort)        | 1960            | |
| XIX.   |      |         | Notre-Dame-des-Foyers (Standort)                                 | 1964–1967       | |
| XIX.   |      |         | Notre-Dame-de-Fatima (Standort)                                  | 1951–1954       | |
| XIX.   |      |         | Saint-François-d’Assise (Standort)                               | 1914–1919       | |
| XIX.   |      |         | Saint-Georges de la Villette (Standort)                          | 1873            | Neoromanische Pfarrkirche |
| XIX.   |      |         | Saint-Jacques-Saint-Christophe de la Villette (Standort)         | 1841–1844       | |
| XIX.   |      |         | Saint-Jean-Baptiste de Belleville (Standort)                     | 1854–1859       | Neugotische Pfarrkirche |
| XIX.   |      |         | Saint-Luc (Standort)                                             | 1999            | |
| XIX.   |      |         | Sainte-Claire (Standort)                                         | 1956–1958       | |
| XIX.   |      |         | Sainte-Colette des Buttes-Chaumont (Standort)                    | 1992            | In ein größeres Wohngebäude integriert. |
| XX.    |      |         | Cœur-Eucharistique-de-Jésus (Standort)                           | 1938            | |
| XX.    |      |         | Notre-Dame-de-la-Croix de Ménilmontant (Standort)                | 1863–1880       | Neuromanische Pfarrkirche und eine der größten Kirchen der Stadt Paris.                                                                        |
| XX.    |      |         | Notre-Dame-de-Lourdes (Standort)                                 | 1980            | In ein größeres Wohngebäude (bzw. dessen Hinterhof) integriert.                                                                                |
| XX.    |      |         | Notre-Dame des Otages (Standort)                                 | 1938            | |
| XX.    |      |         | Saint-Cyrille-Saint-Méthode (Standort)                           | 1963            | |
| XX.    |      |         | Saint-Charles (Standort)                                         |                 | Kirche bzw. Kapelle des benachbarten Klinikums Hôpital Crois Saint-Simon                                                                       |
| XX.    |      |         | Saint-Gabriel (Standort)                                         | ~ 1930          | |
| XX.    |      |         | Saint-Germain de Charonne (Standort)                             | 15. Jh.         | Gotisches Kirchengebäude |
| XX.    |      |         | Saint-Jean-Bosco (Standort)                                      | 1933–1937       | Kirchengebäude im Stil des Art-Déco |
| XX.    |      |         | Chapelle de l’Hôpital Tenon (Standort)                           |                 | Neoromanisches Kirchengebäude |

## Evangelische Kirchen
| Arr.   | Bild | Inneres | Name                                                 | Bauzeit   | Anmerkungen / Baustil                                                                                             |
| ------ | ---- | ------- | ---------------------------------------------------- | --------- | --- |
| I.     |      |         | Temple Protestant de l’Oratoire du Louvre (Standort) | 1616–1624 | Seit 1811 protestantisch.                                                                                         |
| IV.    |      |         | Temple Protestant du Marais (Standort)               | 1634      | Seit 1803 protestantisch.                                                                                         |
| IV.    |      |         | Église Protestant des Bilettes (Standort)            | 1756–1758 | Seit 1810 protestantisch.                                                                                         |
| V.     |      |         | Église Protestant Saint-Marcel (Standort)            |           | |
| VI.    |      |         | Église Protestant de Luxembourg (Standort)           | 1857      | Mit der Bezeichnung Luxembourg ist nicht etwa das Großherzogtum, sondern das Pariser Quartier Luxembourg gemeint. |
| VII.   |      |         | Temple Protestant de Pentemont (Standort)            | 1753–1766 | |
| VII.   |      |         | Saint-Jean-Évangeliste (Standort)                    | 1910/11   | |
| VII.   |      |         | American Church (Standort)                           | 1926–1931 | Neugotisches Kirchengebäude                                                                                       |
| VIII.  |      |         | Église Protestante du Saint-Esprit (Standort)        | 1865      | |
| VIII.  |      |         | Frederikskirken (Standort)                           | 1955      | Kirche der evangelischen dänischsprachigen Gemeinde                                                               |
| VIII.  |      |         | Église écossaise (Standort)                          | 2002      | Kirche der evangelischen schottischen Gemeinde                                                                    |
| IX.    |      |         | Temple Protestant de la Rédemption (Standort)        | 1821–1825 | |
| IX.    |      |         | Christuskirche (Standort)                            | 1894      | Kirche der evangelischen deutschsprachigen Gemeinde                                                               |
| IX.    |      |         | Chapelle Taitbout (Standort)                         | 1840      | |
| IX.    |      |         | Temple Milton (Standort)                             |           | |
| XI.    |      |         | Temple Protestant du Foyer de l’Âme (Standort)       | 1907      | Die Kirche befindet sich in einem Hinterhof.                                                                      |
| XI.    |      |         | Église Protestant du Bon-Secours (Standort)          | 1895/1896 | |
| XIII.  |      |         | Église Protestant de Port-Royal (Standort)           | 1898      | |
| XIII.  |      |         | Église Protestant de la Trinité (Standort)           | 1888      | Neugotisches Kirchengebäude                                                                                       |
| XIV.   |      |         | Temple de Montparnasse-Plaisance (Standort)          | 1879      | |
| XV.    |      |         | Église Protestant de la resurrection (Standort)      |           | |
| XV.    |      |         | Église luthérienne du Saint-Sauveur (Standort)       |           | |
| XVI.   |      |         | Temple Protestant de l’Annonciation (Standort)       | 1891      | |
| XVI.   |      |         | Église Réformée d’Auteuil (Standort)                 | 1931      | |
| XVII.  |      |         | Église protestante unie de l’Étoile (Standort)       | 1874      | Neugotisches Kirchengebäude                                                                                       |
| XVII.  |      |         | Temple Protestant des Batignolles (Standort)         | 1898      | Neoromanisches Kirchengebäude                                                                                     |
| XVII.  |      |         | Temple Protestant de l’Ascension (Standort)          | ~ 1890    | |
| XVII.  |      |         | Temple Protestant de l’Étoile (Standort)             | 1874      | |
| XVII.  |      |         | Temple Protestant des Ternes (Standort)              |           | |
| XVII.  |      |         | Église suédoise (Standort)                           | 1626      | Kirche der evangelischen schwedischsprachigen Gemeinde                                                            |
| XVIII. |      |         | Saint-Paul de Montmartre (Standort)                  | 1896–1897 | |
| XIX.   |      |         | Église Protestant Saint-Pierre (Standort)            | ~ 1900    | |
| XX.    |      |         | Église Protestant de Belleville (Standort)           | 1877      | |
| XX.    |      |         | Temple de Béthanie (Standort)                        | 1904      | |

## Orthodoxe Kirchen
| Arr.   | Bild | Inneres | Name                                   | Konfession          | Bauzeit   | Anmerkungen / Baustil                                                                                       |
| ------ | ---- | ------- | -------------------------------------- | ------------------- | --------- | --- |
| V.     |      |         | Kathedrale Saints-Archanges (Standort) | rumänisch-orthodox  | 1374      | Die Kirche ist die Kathedrale des Erzbistums der orthodoxen Gemeinden rumänischer Tradition in Westeuropa   |
| VII.   |      |         | Dreifaltigkeitskathedrale (Standort)   | russisch-orthodox   | 2016      | Die Kathedrale ist der Hauptsitz der russisch-orthodoxen Diözese von Korsun                                 |
| VIII.  |      |         | Alexander-Newski-Kathedrale (Standort) | russisch-orthodox   | 1859–1861 | Die Kathedrale ist der Hauptsitz des Erzbistums der orthodoxen Gemeinden russischer Tradition in Westeuropa |
| IX.    |      |         | Sanits-Constantin-et-Hélène (Standort) | griechisch-orthodox |           | |
| XV.    |      |         | Saint-Séraphin-de-Sarov (Standort)     | russisch-orthodox   | 1933      | |
| XV.    |      |         | Trois-Saints-Docteurs (Standort)       | russisch-orthodox   | 1931      | |
| XVI.   |      |         | Kathedrale Saint-Étienne (Standort)    | griechisch-orthodox | 1898      | Die Kathedrale ist der Hauptsitz des griechisch orthodoxen Metropolie Frankreich.                           |
| XVIII. |      |         | Saint-Sava (Standort)                  | serbisch-orthodox   | ~ 1900    | |
| XIX.   |      |         | Saint-Serge (Standort)                 | russisch-orthodox   | 1924      | |
| XX.    |      |         | Notre-Dame-des-Coptes (Standort)       | koptisch-orthodox   | 2012      | |

## Kirchengebäude weiterer Konfessionen
| Arr.   | Bild | Inneres | Name                                      | Konfession                           | Bauzeit   | Anmerkungen / Baustil                                                                        |
| ------ | ---- | ------- | ----------------------------------------- | ------------------------------------ | --------- | -------------------------------------------------------------------------------------------- |
| VII.   |      |         | Baptistische Kirche (Standort)            | baptistisch                          | ~ 1900    |                                                                                              |
| VIII.  |      |         | Cathédrale américaine de Paris (Standort) | anglikanisch                         | 1882–1886 | Neugotisches Kirchengebäude und Bischofssitz der Convocation of Episcopal Churches in Europe |
| VIII.  |      |         | Saint-Michael’s (Standort)                | anglikanisch                         |           |                                                                                              |
| X.     |      |         | Sainte-Marie (Standort)                   | Altkatholische Kirche der Mariaviten | ????      |                                                                                              |
| XI.    |      |         | Neuapostolische Kirche (Standort)         | neuapostolisch                       | ????      |                                                                                              |
| XII.   |      |         | Baptistische Kirche (Standort)            | baptistisch                          |           |                                                                                              |
| XVIII. |      |         | Église du Tabernacle (Standort)           | baptistisch                          |           |                                                                                              |

## Säkularisierte Kirchengebäude
| Arr.  | Bild | Inneres | Name                                     | Bauzeit     | Anmerkungen / Baustil |
| ----- | ---- | ------- | ---------------------------------------- | ----------- | --- |
| I.    |      |         | Sainte-Chapelle (Standort)               | 1244–1248   | Bedeutende gotische Kapelle des Palais de la Cité                                                                                   |
| III.  |      |         | Saint-Martin-des-Champs (Standort)       | 12./13. Jh. | Ehemalige Abteikirche, heute Sitz des Conservatoire national des arts et métiers.                                                   |
| V.    |      |         | Panthéon (Standort)                      | 1764–1790   | Ursprünglich als Klosterkirche Sainte-Geneviève erbaut, bereits kurz nach der Fertigstellung zur nationalen Ruhmeshalle umgewidmet. |
| VII.  |      |         | Invalidendom (Standort)                  | 1679–1708   | 1840 zur Grabstätte Napoleon Bonapartes umgebaut.                                                                                   |
| VII.  |      |         | Chapelle de l’Hôpital Laennec (Standort) |             | |
| VIII. |      |         | Chapelle expiatoire (Standort)           | 1816        | Gedenkkapelle für König Ludwig XVI. und Marie Antoinette                                                                            |